# NGC 7288
NGC 7288 is een spiraalvormig sterrenstelsel in het sterrenbeeld Waterman. Het hemelobject werd op 1 oktober 1864 ontdekt door de Duitse astronoom Albert Marth.

## Synoniemen
- MCG -1-57-13
- MK 912
- IRAS 22256-0308
- PGC 68933